# 节枝柳
节枝柳（学名：Salix dalungensis）为杨柳科柳属的植物，是中国的特有植物。分布于中国大陆的西藏等地，生长于海拔4,400米的地区，多生在野生，目前尚未由人工引种栽培。